# Ahmed Osman
Ahmed Osman, född den 3 januari 1930 i Oujda, Marocko, är en marockansk diplomat och politiker.
Osman var Marockos ambassadör i Västtyskland 1961 och i USA 1967–70. Han var därefter chef för civilförvaltningen i Marocko och blev landets premiärminister i november 1972. Han innehade posten till mars 1979 och blev därmed den längst sittande regeringschefen i Marocko. Han är också grundare av det politiska partiet National Rally of Independents.
Osman är gift med prinsessan Lalla Nuzha, en syster till kung Hassan II.